# Katzhütte
Katzhütte är en kommun och ort i Landkreis Saalfeld-Rudolstadt i förbundslandet Thüringen i Tyskland.
Kommunen ingår i förvaltningsgemenskapen Schwarzatal tillsammans med kommunerna Cursdorf, Deesbach, Döschnitz, Meura, Rohrbach, Schwarzatal, Schwarzburg, Sitzendorf och Unterweißbach.